# Birkebeinar

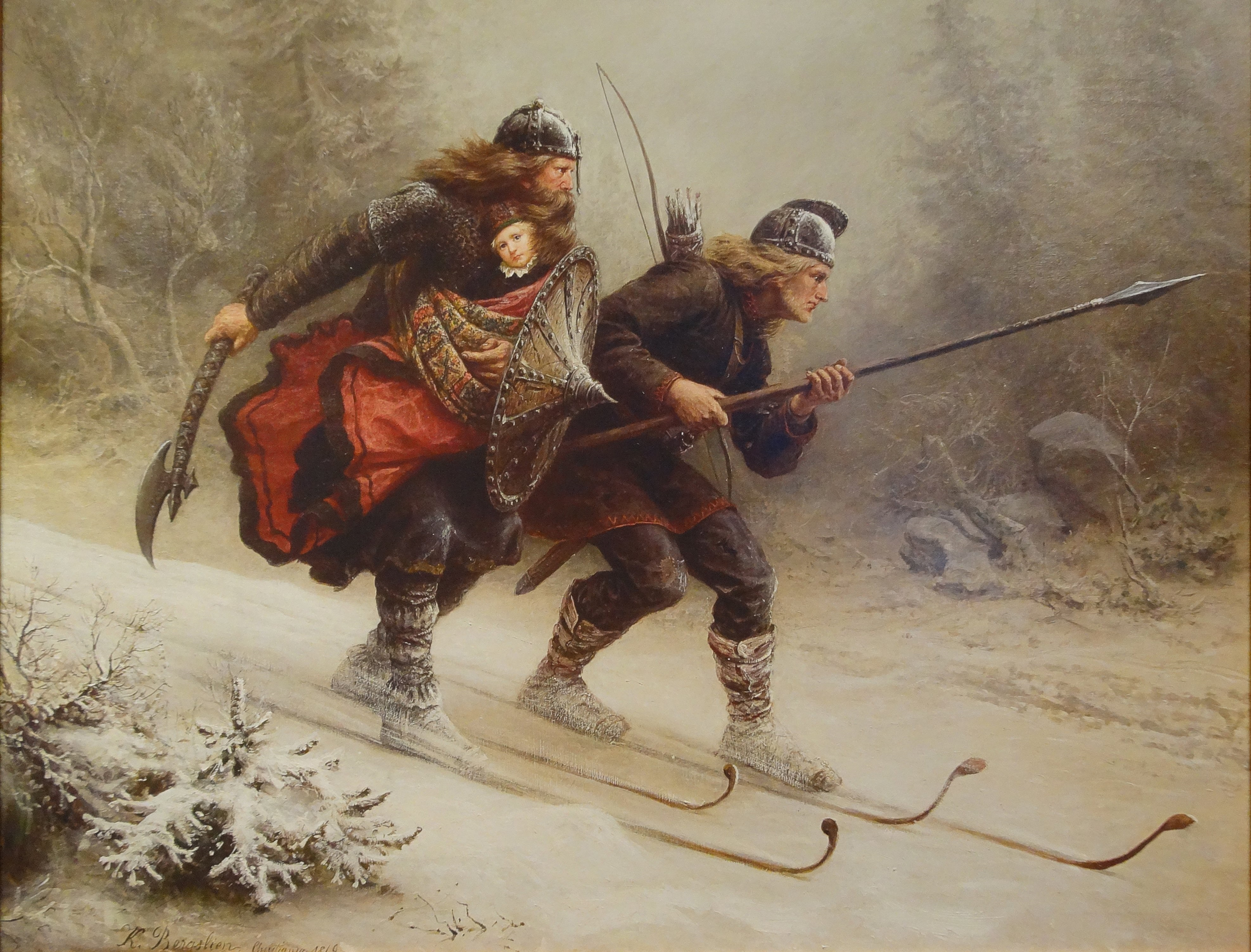
Målningen Birkebeinerne av Knud Bergslien från 1869 visar birkebeinarna Torstein Skevla och Skjervald Skrukka som för kungasonen Håkon Håkonsson till Nidaros år 1206.

Birkebeinar är en samtida pejorativ benämning på ett norskt upprorsparti bildat 1174 av Eystein Meyla. 

## Namnet
Namnet Birkebeinar ("björkbenar") skall ha sitt ursprung i motståndarpropagandans påstående om att upprorsmännen var så fattiga att de gjorde sig skodon av björknäver eftersom de inte hade råd med annat material.

## Om partiet
Partiet bildades 1174 av Eystein Meyla, som emellertid dödades redan 1177 i en strid vid Tönsberg. Partiets uttalade mål var att avsätta kung Magnus Erlingsson. I ett socialhistoriskt perspektiv har man velat se partiets uppkomst som ett resultat av att en allt större del av befolkningen genom proletarisering kom att bestå av icke-jordägande ”markamenn”, vilka bosatte sig främst i gränsskogarna mot Sverige och delvis försörjde sig med plundringståg in i de gamla norska bondebygderna. 
Det var denna befolkningsgrupp som kom att utgöra Birkebeinarnas främsta rekryteringsbas, även om det kan ifrågasättas om partiets ledning verkligen bestod av fattiglappar med björknäverskor. Birkebeinarnas ledande skikt kom i själva verket från Tröndelag, ett område där de sociala motsättningarna inte alls var lika uttalade, och motivet för deras motstånd var snarare den successiva geografiska maktförskjutningen till förmån för Viken och Vestlandet. De tröndska stormännen höll helt enkelt på att bli akterseglade av sina likar längre söderut. De sistnämnda hade vid mitten av 1100-talet fått en stark ledare i vestlandsjarlen Erling Skakke. Erling hade i början av 1160-talet tagit kontroll över Viken och ärkesätet i Nidaros och därefter fått sin minderårige son Magnus krönt till Norges kung.

## Sverre Sigurdsson ledare
Efter inledande motgångar vände situationen genom att en färöisk tronpretendent, Sverre Sigurdsson, framträdde på den politiska arenan, påstående sig vara en utomäktenskaplig son till kung Sigurd Munn. Sverre sökte militärt stöd hos den svenske jarlen Birger Brosa, vilket han också fick efter viss tveksamhet. En av Birgers söner, Filip, blev till och med så småningom Sverres jarl.
Under Sverres ledarskap genomfördes en successiv disciplinering av birkebeinarrörelsen och de mest banditartade elementen utrensades brutalt ur leden. I en allt högre grad kom med tiden birkebeinarhären att bestå av yrkessoldater, även från Sverige och England. Redan 1177 blev Sverre utsedd som kung av sina anhängare, men i praktiken sträckte sig hans makt då inte utanför Tröndelags gränser, och det krävdes två avgörande slag 1179 och 1184 innan en formell kungahyllning kunde äga rum. Birkebeinarnas huvudmotståndare jarl Erling (1179) och Magnus Erlingsson (1184) hade då båda stupat, och motståndet var tills vidare reducerat till ett begränsat hot. 
Birkebeinarnas politiska program kom därefter i stora drag att innebära en fortsättning av jarl Erlings centraliseringssträvanden, vilket understryker motsättningarnas geografiska karaktär.  Birkebeinarnas ledning eftersträvade således inte någon social revolution, de ville bara flytta maktens geografiska centrum från ett område till ett annat. Oppositionen kring Viken formerade sig 1196 till ett nytt parti – Baglerna – som tog upp kampen mot birkebeinarkungadömet.